# Selapajang Jaya
Selapajang Jaya is een bestuurslaag in het regentschap Tangerang van de provincie Banten, Indonesië. Selapajang Jaya telt 16.755 inwoners (volkstelling 2010).